# Баймырза (Карагандинская область)
Баймырза́ (каз. Баймырза, до 2004 г. — Поко́рное, до 1912 г. — Лифля́ндское, ранее — Шока́й) — село в Бухар-Жырауском районе Карагандинской области Казахстана, административный центр сельского округа Баймырза. 

## География
Населённый пункт расположен на северо-западе Бухар-Жырауского района, на левом берегу реки Шокай (каз. Шоқай), в 79 километрах (по автодороге) к западу от административного центра района посёлка Ботакара, в 63 километрах к северу от областного центра города Караганда. Соседние населённые пункты: село Сарыозен Осакаровского района в 8,3 километрах к северу, село Садовое в 8,6 километрах к югу, посёлок Актау города Темиртау в 10,2 километрах к востоку. Транспортное сообщение осуществляется автомобильной дорогой международного значения М-36 «граница РФ (на Екатеринбург) — Алматы, через города Костанай, Астана, Караганда». Абсолютная высота центра села — 501 метров над уровнем моря.

## История
Переселенческий участок Шокай был образован в 1903 году при речке Шокай на территории Спасской киргизской волости Акмолинского уезда. Согласно справочным сведениям на 1911 год, общая площадь участка составляла 14 826 десятин, из них удобной — 9 707,68, неудобной — 5 118,32, церковной — 120,0; число душевных долей — 638. Участок находился в 140 верстах от близлежащего города, располагал волостным правлением и почтовой станцией, к 1909 году организовано 3 казенных колодца. Участок с утверждённым названием Шокай фигурирует на карте заселяемой части Сибири 1905 года, на 1907 — пронумерован 52-м, на 1911 и 1914 годы — 71-й. Непосредственно Лифляндское сельское общество было образовано в 1908 году эстонскими и немецкими переселенцами из Лифляндской губернии. Согласно энциклопедическому словарю Немцы России, населённый пункт был основан в 1907 году. Посёлок фигурирует на картах 1913 и 1914 гг. как Лифляндский. На втором варианте карты 1914 года картографического заведения А. Яковенко, село обозначено как Покорное. В посёлке находился сельско-хозяйственный склад переселенческого управления. По Памятной книжке Акмолинской области 1909 года, селение Лифляндское — располагалось на 4-м участке и относилось к Санниковской волости (волостное село — Санниково), по Памятной книжке... 1912 года — волостной центр Лифляндской волости на 5-м участке. По состоянию на 1 января 1915 года Покорное располагало 289 жителей мужского и 256 женского полов при 123 дворах.
После окончательного установления советской власти на территории нынешней Карагандинской области к середине 1920 года, постановлением Чрезвычайной полномочной комиссии ЦИК КАССР 25 апреля 1921 года была образована Акмолинская губерния, куда вошли бывшие уезды Акмолинской области кроме Омского:26—30. В январе 1923 года было проведено укрупнение волостей, в ходе которого Покорное вошло в состав Промышленной волости:29—30. В сентябре 1928 года утверждается районно-окружное деление, Покорное — в составе Промышленного района Акмолинского округа:183—184. В декабре 1930 года на основании постановления ВЦИК от 23 июля 1930 года ликвидируется окружное деление и укрепляются районы, село вошло в состав Карагандинского района (с 1931 года — Тельманский):183—184. С февраля 1932 года — в составе Карагандинской области:230—231. Согласно административно-территориальному делению Казахской ССР на 1 января 1951 года, село — административный центр Покорного сельсовета в составе Тельманского района. Постановлением Правительства Республики Казахстан «О мерах по реализации Указа Президента Республики Казахстан "Об изменениях в административно-территориальном устройстве Алматинской, Восточно-Казахстанской, Карагандинской и Северо-Казахстанской областей"» от 23 мая 1997 года, — в составе Бухар-Жырауского района. На основании решения III сессии Карагандинского областного Маслихата от 25 декабря 2003 года «О переименовании села и сельского округа Покорное Бухар-Жырауского района в село и сельский округ Баймырза» село Покорное было переименовано в село Баймырза, а Покорненский сельский округ — в сельский округ Баймырза. 

## Современное состояние
На 2016 года в селе — 12 улиц, 4 переулка. Решением акима сельского округа Баймырза Бухар-Жырауского района Карагандинской области от 6 августа 2018 года № 3 «О переименовании улиц в сельском округе Баймырза», улицы села Ленина, Калинина, Асфальтная, Мира, Фабричная, Набережная, Новая, Юбилейная, Молодежная, Клубная, Степная, 50 лет СССР и переулки Ленина 1, Ленина 2, Ленина 3 были переименованы в Абая Құнанбаева, Бауыржан Момышұлы, Алаш, Әлия Молдағұлова, Дінмұхамеда Қонаева, Ахмета Байтұрсынова, Болашақ, Рақымжан Қошқарбаев, Жастар, Тәуелсіздік, Нұр, Әлихана Бөкейханова, Әкімшілік, Достық, Бірлік соответственно. Согласно решению акима Бухар-Жырауского района Карагандинской области от 27 января 2020 года № 1 «Об образовании избирательных участков на территории Бухар-Жырауского района» на территории села по адресу Тәуелсіздік 2 организован избирательный участок № 518. 

## Население
| Численность населения | Численность населения | Численность населения | Численность населения | Численность населения |
| 1915                  | 1989                  | 1999                  | 2009                  | 2021                  |
| --------------------- | --------------------- | --------------------- | --------------------- | --------------------- |
| 545                   | ↗2401                 | ↘1936                 | ↘1916                 | ↘1810                 |

национальный состав
Процентное соотношение численно-преобладающих национальностей села согласно переписи населения 1989 года:
| Национальность | Процентное соотношение |
| -------------- | ---------------------- |
| немцы          | 61 %                   |
| другие         | 39 %                   |